# Caius Tacitus Ryland
Caius Tacitus Ryland est un juriste et homme politique américain, né le 30 juin 1826 et mort le 5 décembre 1897.

## Biographie
Fils du juge John Ferguson Ryland, il suit des études de droit et est admis au barreau de la cour de circuit du comté de Lafayette en 1848.
Il s'installe dans la ville californienne de San Jose, se fait une réputation dans la pratique du droit et épouse la fille de Peter Burnett, le premier gouverneur de Californie.
Chef de file du parti démocratique dans l'État, il est élu président de l'Assemblée de l'État de Californie en 1867. Candidat au poste de sénateur des États-Unis, il échoue de quelques voix.
Il est délégué de Californie à la Convention nationale démocrate de 1892 qui nomme Grover Cleveland à la présidence. 

## Sources
- The Centennial Record of the University of California, 1967